# Вила (Романовский район)
Вила (укр. Вила) — село на Украине, основано в 1650 году, находится в Романовском районе Житомирской области.
Население по переписи 2001 года составляет 185 человек. Почтовый индекс — 13000. Телефонный код — 4146. Занимает площадь 92,1 км².

## Адрес местного совета
13002, Житомирская область, Романовский р-н, с.Соболевка, ул.Путилина